# Au Pair II
Au Pair II is een romantische komedie en televisiefilm uit 2001. De hoofdrollen worden gespeeld door Gregory Harrison en Heidi Lenhart. De film is het vervolg op Au Pair uit 1999 en de tweede film in de Au Pair-trilogie.

## Verhaal
Het verhaal speelt zich af een jaar na de gebeurtenissen in Au Pair. Jennifer en Oliver zijn ondertussen verloofd en samen met Katie en Alex, de kinderen van Oliver, reizen ze naar Europa om de fusie van Olivers bedrijf met het bedrijf Tek Hausen voor te bereiden. Dat is echter niet naar de zin van Cassandra en Michael Hausen, die het bedrijf van hun vader voor zichzelf willen. Daarom proberen ze Oliver in discrediet te brengen.

## Rolverdeling
| Acteur             | Personage               |
| ------------------ | ----------------------- |
| Gregory Harrison   | Oliver Caldwell         |
| Heidi Lenhart      | Jennifer 'Jenny' Morgan |
| Jake Dinwiddie     | Alex Caldwell           |
| Katie Volding      | Katie Caldwell          |
| Rachel York        | Cassandra Hausen        |
| Robin Dunne        | Michael Hausen          |
| June Lockhart      | Grandma Nell Grayson    |
| James Lancaster    | Seamus                  |
| Cliff Bemis        | Sam Morgan              |
| Celine Massuger    | Brigitte Chabeaux       |
| Rory Knox Johnston | Karl Hausen             |
| Jan Preucil        | Grimaldi de Paparazzo   |
| Daniel Brown       | Reporter #1             |
| David O'Kelly      | Reporter #2             |
| Jan Kuzelka        | Chef                    |